# Newtype
New Type（日语：ニュータイプ），是《機動戰士鋼彈》動畫系列中的架空概念。在作品中有宇宙世紀紀元的作品跟機動新世紀GUNDAM X的戰後紀元有使用這個名詞。隨著作品的擴張，對於何謂Newtype有定義上的困難，大多認為Newtype是一種特異的能力，與其相對稱為Oldtype。雖然NEWTYPE被台灣譯作「新人類」（香港叫「新類型人」，台灣叫「新人類」），但NEWTYPE現時被當作GUNDAM系列作品的專有名詞而不是更廣義和抽像的新人類。
後續高達系列作品中更有使用其他原創名稱，來稱呼故事中相似NEWTYPE的概念。

## 宇宙世紀的新人類
簡稱為「N.T.」，也即是「新種類的人」。在機動戰士鋼彈中，這個名詞最早是吉翁·祖·戴肯所提出。指出人類移居宇宙後，會因應狀況進化成為更能夠溝通理解的種族。
然而在作品中似乎并不是全部的NT都是宇宙移民。
新人類基於有著超越一般人的三度空間認知能力，與跟遠方的人心中溝通瞭解的能力，所以能操作稱Psychomu（精神感應系統）的腦波聯動兵器。一般為光束武器的感應炮。
在續作機動戰士Z GUNDAM中，擁有高度Newtype能力的人被抽象的表現出身邊放出如靈力湧出的畫面，及能引起增幅腦電波使米諾夫斯基粒子集合，引發如光束軍刀巨大化，彈開光束甚至或是與死者溝通而得到力量。
在一般的情況下，人們認為新人類能引發MS最高能力。這是由於超越一般人的三度空間認知能力及與機體的同調聯動率上升所致。
新人類的感知能力亦讓他們的反應遠超常人，其中甚至有“負反應”值的“預知能力者”存在。實際上他們並非預知能力者，而只不過是能夠比一般人類五感所能接收到的資訊更快。
在設定上，Newtype的能力被設定為高分析能力帶來高準確性的預測，以及他們會在米諾夫斯基粒子散佈環境中放出和接收一種特定波長的頻率，稱為「感應波」。透過利用米諾夫斯基粒子作為媒介傳播的感應波讓他們得到五感以外的感覺以及在米諾夫斯基粒子散佈下的無線通訊能力，讓他們可以互相感應甚至對話，以及使用精神感應武器。

### 自護公國的太空人民種族優生論
在戴肯死後控制SIDE 3的薩比王朝為了維持國民的忠誠，把本來的新人類學說放棄而是只要支持自己反叛地球統治的太空居民，都說成是新生的優越人種或天選之人。并在一年戰爭用核彈和毒氣攻擊殘殺地球居民同時，對拒絕反叛聯邦的太空居民點同樣照打不論，擁有最大實權的薩比王長子基連，計劃最後把全人類強迫搬遷到太空和置於優生學管制下生活。所以在宇宙世紀的通俗話語，新人類有時只是一個富種族主義色彩的宣傳。同樣在現實中成為非宇宙世紀鋼彈系列作品的太空居民民族主義的原型。

### 超能力者（心術者）
英文名稱（Psychic）, 最先登場於海盜鋼彈-鋼鐵之七人中。主角托比亞所駕駛的海盜鋼彈X1與突然來襲的木星帝國新總統-影之卡利斯托-交戰，對方展現出遠超身為新人類的托比亞之高超駕駛技術。
對方後來自稱並非普通的新人類，而是超能力者（心術者）。
事實上，影之卡利斯托與孖生兄長-光之卡利斯托，具有能夠即時性，自由地互相溝通之能力，即使兩兄弟分別身處地球及木星，都可以無視地域距離進行無延緩的溝通，已經超脫物理學的原則。與較早時期的阿姆羅，夏亞，拉拉，卡繆那種被動式漸意識深層對話有明顯分別。而且二人能夠單向讀取其姊姊之思維而不被察覺。
二人同時擁有遠遠凌駕一般新人類的超反應及駕駛技術，有說法認為超能力者（心術者）為新人類更進化後之形態。
直至V  Gundam 尾段劇情，被安放在天使之輪中數萬名具超能力者素質之新人類，化為天使之輪之動力，甚至具有令地球人心智退化，改變人心之巨大力量。
這方面的設定和論述，似乎影響了日後在鋼彈X的新人類和F種類，同樣可以說宇宙世紀和X的相似地方。

### 強化人
Cyber Newtype本意強化人意指以藥物、外科手術或是洗腦等人工手段來製造出具有精神感應能力的「人造NEWTYPE」。但後來出現了把NEWTYPE強化後也統稱強化人，只是這種非必要的做法似乎為了加速其熟悉專用機，如機動戰士GUNDAM NT的主角三人組。而Cyber Newtype字面則指改造人，實際在較近的作品才出現，如鐵血的孤兒和雷霆的設定。 所以以下特意早期的意義上的強化人。還有部分特指用新人類的基因制造的克隆人，概念較接近後來其他高達系列的角色。
強化人一樣能使用感應波，也能驅動精神感應裝置，但是這樣的能力並非與生俱來的，因此強化人的身體及心理往往會因為承受相當大的負擔，而產生各方面的問題。
代表有像Z 鋼彈的鳳·村雨及ZZ 鋼彈和鋼彈UC提及的普露系列，都曾出現過像記憶混亂或是劇烈的頭痛等問題。
強化的本意出於把普通人變成新人類，但因為戰爭需求大量可以駕駛新人類專用機體的人，而不惜危害對像身心，被看作違反人類革新本意把其矮化成為戰鬥服務的對軍國主義批判。
類似的名詞和角色在非宇宙世紀的作品都有出現，後來在同為宇宙世紀的雷霆宙域中，出現了有別傳統強化技術的半機器人駕駛員。
而在最新的水星的魔女也確定出現強化人，但在漢字從強化人「間」變成強化人「士」，英文寫法也變成了Enhanced Persons，而在本作中新人類的觀念不普及，如果有人從正常訓練或天賦同類能力，例如女主角蘇萊塔(或艾莉)會被當作天然的強化人。

### GUNDAM UC
在日後的GUNDAM UC小說，其前傳在宇宙世紀元年的地球聯邦總理，便發表有關新人類的演說中途被暗殺，原稿首次預期新人類的出現，但僅有新人類而不是專有名詞的Newtype。後續動畫化和表示新人類是比Newtype 更廣泛指新人類。

## GUNDAM X的Newtype觀念
GUNDAM系列作品的擴展宇宙遠比原始的宇宙世紀更龐大和複雜，在其他作品中也有新人類的提法，但不一定繼承Newtype的名稱或能力。其中GUNDAM X的名稱和機設最接近宇宙世紀背景，所以下文較集中介紹。

### 戰後紀元的Newtype
故事中的新人類（Newtype），名稱和宇宙世紀完全相同，也是至今唯一一個全新GUNDAM紀元中使用這一術語。
故事中的前半從地球居民的定義是，能夠啟動GUNDAM的特殊系統『FLASH SYSTEM』。FLASH SYSTEM是用來控制G-BIT的MS（心靈感應控制的無人MS），以一架GUNDAM作為隊長機(可以用母艦或基地代替)帶多台G-BIT來扭轉局勢。
第一話開頭除GUNDAM X有帶G-BIT外，空皇GUNDAM與斑豹GUNDAM都有攜帶專屬的G-BIT。另外GUNDAM X的衛星加農砲，與月面的微波發射基地做第一次登錄連線時，也需要新人類的幫助才能完成。以後再發射，就可以不需要新人類在場。
有觀眾認為此作品的新人類與宇宙世紀故事中的新人類差別極大，超乎常人的能力，能感受更多事物，甚至預測片段的未來，已經可以說等同超能力者的程度。但其實類似的表現是早在上文的心術者出現，而V高達的女主角和其母親，更有某些方面淩架X的女主角的程度。

### 人工新人類（人工Newtype）
GUNDAM X中，以人工手段製作出來的後天型新人類。整個故事中只有卡理斯一人是人工新人類，類似宇宙世紀的強化人或GUNDAM 00的超兵。基本上與GUNDAM X故事中的一般新人類沒有差別，但是由於身體過度的改造，身體的機能已經產生毛病，有續發性全身肌肉抽慉無法動彈的後遺症，平時必須仰賴藥物來控制。
劇中卡理斯提到，製作卡理斯成為人工新人類之際，犧牲了許多人的生命。而且人工新人類還不足使用閃影系統FLASH SYSTEM，這裡是首次提到新人類的定義無一定標準。

### F類型（カテゴリーF）
GUNDAM X劇情裡，NewType研究所給弗羅司特兄弟的特別稱號。雖然天生就有不凡的能力，兩人能遠距離心電感應，由於無法啟動FLASH SYSTEM，被NewType研究所當成失敗品看待。另外F類型的F有Fake的意思，令弗羅司特兄弟感到反感，因此造成故事中兩人嚴重偏差的想法，立志要解決掉所有的NewType，甚至後來要滅世界的瘋狂手段。
兩人設定和機動戰士海盜高達 鋼鐵之七人卡利斯托兄弟有些相似，類似的設定首先在美國小說4=71登場。

### 宇宙革命軍的詮釋
按毀滅地球文明和生態的並與主角群敵對的組織，宇宙革命軍對NewType的定義，其實是類似自護公國的種族主義太空人種說，本是指反對地球統治的民族主義。前史變成了種族主義的傲慢理論，而合理化了屠殺地球居民和拒絕加入的太空居民。有別於自護公國是沒有任何接管地球的行動，并在動畫中遺棄墜落居民點前在地球的革命軍成員，現實中對觀眾公開的資料極少。本傳出現反抗軍沙狄里岡但完全崩敗了，而革命軍方面宣稱統一了地球圈（月球軌道內）的太空而不是統一人類，意味有相當多的其他人類離開地球圈外，并被後續的Turn A 證實了。後傳漫畫Gundam X Under The Moonlight僅是說其首都古拉多九號控制下有約一千萬人口，而動畫的畫面直接出現控制下的多座太空居民點，估計在動畫本傳後其他的居民點都脫離了首都的控制。

## 更廣義的新人類
Newtype 不能窮盡系列的新人類的概念，因為新人類並不是首先在鋼彈中出現，但因為翻譯問題常把Newtype譯作新人類。Newtype僅是故事中對新人類的專用稱呼，在進入90年代後系列作品中，即使在宇宙世紀系列便有像心術者等稱謂，更在其他紀元中創造出其他名詞來補充更廣義的超人類主義觀念。

### GUNDAM W的政治新人類
劇中不時提到「新的人類」或「人的革新」的話，但不存在一個特異新人類的人種或能力，其實是出於太空居民對地球的民族主義反抗思想。但是沒有像自護公國或宇宙革命軍的誇大的種族主義色彩。

### 宇宙紀元
GUNDAM SEED中稱作調整者（Coordinator）的基因編輯人，一部分調整者常自稱新人類，可實際表現一般較接近在W的反抗地球的太空居民，代表一種新興的民族主義。而其強硬派計劃把全人類改造，論調有些像自護或宇宙革命軍。而在對白和最初的部分官方字幕都使用漢字新人類，而沒有英文Newtype或假名ニュータイプ，引起很多觀眾疑惑。調整者沒有像Newtype的能力，卻在平時生活的能力綜合優於一般的普通人，而故事中普通人常常被稱為自然人，反而更加普遍有種族主義的想法，十分害怕未來世界被調整者控制。劇中同樣有類似強化人的生體cpu存在，見宇宙纪元與機動戰士鋼彈SEED系列世界觀與設定。同作品中仍然有像其他系列的新人類表現，例如爆種并呼應標題的Seed，但實際并未有具體的解釋，只是認為是接近人物極限的表現。在Seed Freedom中出現稱為accord的新型調整者，能力的性質有些接近宇宙世紀的心術者或X的新人類。

### Newtype異名的相似設定
有兩部近作採用和宇宙世紀的Newtype相似的設定，但擁有原創的新名詞稱呼。
- GUNDAM 00演化出稱為變革者（INNOVATOR）的新人類，和Newtype概念與能力有些相似。也是首次在全新的GUNDAM紀元中出現類似Newtype的能力，但卻同時採用了新的稱謂，而故事中亦有類似強化人的角色如人造變革者和超兵，見機動戰士GUNDAM 00世界觀及設定。有部分觀眾認為是和GUNDAM X NEWTYPE與 UC系列同名異物相反，為UC NEWTYPE異名同物的話語。并因為變革者的出現和在故事中普及率很高，使觀眾遺忘對於前作SEED的調整者所造成的混淆，而回歸了宇宙世紀的論調。

- GUNDAM AGE 中演化出稱為極能者、X巡遊者（X-ROUNDER）的新人類，有和Newtype相似的能力。但在世界觀的人物所理解不同前作，因為人數極少沒有被當人類進化的主流，而被視為返祖現象的演化，唯一可能人造的極能者登場，是結局登場的澤拉・金斯。

### 半機器人與神經直連技術
純粹在現實世界的術技層面，最易實現感應式控制的原理，相對宇宙世紀的強化人字面cyber newtype半機器人意思。
- 先在機動戰士GUNDAM Thunderbolt出現，用稱為再生P装置電子義肢方式連接殘疾駕駛員的神經和機動戰士控制系統的科技。

- 後在機動戰士GUNDAM 鐵血的孤兒中，使用稱為阿賴耶識的控制系統，使用人造器官連接駕駛員神經。

兩者雖然明顯異於常人并利用感應方式控制機器，但因為平時生活比常人更不方便，而不是被視為新人類，反而只是特化於駕駛員能力有些像強化人，但在平時沒有像新人類或強化人的感受力和反應速度。而這種設定比強化人本意是制造新人類，更有批判設計刻意地把駕駛員變成依附成專用機的零件。這兩部有擺脫傳統高達系列的超人類主義色彩，而引入了電腦叛客的風格。
後續在水星的魔女同樣有採用直連技術，作為義肢的放大并稱為強化人的人物存在。

### 富野由悠季近作
逆A鋼彈和高達G之復興。這兩部和原祖高達(0079)同樣由富野由悠季執導，時代遠在宇宙世紀之後的電視動畫，都確認新類型人活躍，但被淡化僅是主角的個人能力和專用機體。

## 新人類的應用技術

### 精神感應系統
精神感應系統（Psycommu音譯作賽可謬）一詞是由精神（Psychic）和溝通（Communicator）兩字合併而成，能夠直接和使用者的精神思考連接並化為能讓電腦接收的電子數據。
現實類似的設備稱為腦機界面。
此研究在發現腦電波能夠通過米諾夫斯基粒子的電磁波干擾時開始。由吉翁公國首先研發。地球聯邦軍則因為普遍將領害怕或不相信有新人類，而只有少數派系對和新人類能力應用有關的EXAM系統有所支持。
精神感應系統最初被使用來搖控載有光束武器的感應炮，不過漸漸改良之下，就成為了Newtype專用機中改善駕駛者與機體之間的控制，使機體的反應速度上升，就越來越接近以思想直接控制機體。
GX`00`AGE等其他有類似NEWTYPE設定的作品中，也有類似的機器但很少說到名稱。
在現實中，日本防衛省開發的對導彈動能彈頭被指出是感應炮（Funnel）。而NTT通訊科學基礎研究所亦有借用GUNDAM中的新人類研究所之一Flannagan機構的名稱來發表在現實中相對於精神感應系統的技術研究。

### 「感應炮」和類似的武器
特指在GUNDAM系列作品使用的無人兵器，通常有一個新人類的駕駛員或指揮官，在專用的機動戰士或機動裝甲上控制的，少數可以在宇宙戰艦和固定基地操作。以新人類的心靈感應透過駕駛艙用特別的儀器(精神感應系統)來指揮，可以從多個方位包圍攻擊少數集合的或單個的敵人的戰術，稱為All-Range Attacks。唯GUNDAM W和鐵血的孤兒並未出現類似的武器。
- 感應炮：全寫精神感應炮，也有時稱作浮遊炮（香港戲稱「牛油炮」），是一組從主機發射的帶小型光束炮的無人戰鬥航空載具，一般大小和空對空導彈相似，無線控制和自帶電源用火箭推進。原始設計是在太空使用但間有在地球表面使用的戰例。是宇宙世紀0080年代中後期起，和一部分其他相似設定的作品中(GUNDAM X、GUNDAM 00、GUNDAM AGE、水星的魔女)的武器，是一種利用新人類(含NEWTYPE、INNOVATOR、X-ROUNDER)或強化人的強大精神力，以及對米諾夫斯基或GN粒子的影響對遠距離的無人武裝子機作出控制的兵器，這種兵裝在宇宙世紀中稱為Funnel(意譯漏斗)，在其他系列(GUNDAM X/00/AGE/水星的魔女)稱為Bit，機制是不使用傳統頻道而是以放大腦波傳通信號。雖然在純理論上是仍然屬於無線電控制，但因為腦波的波長極大，同一時間用可以傳送的信息較傳統無線電波少，所以需要在極短時間作出正確的指令，所以通常是用心靈感應的方式控制。缺點:一是只有新人類(含強化人)才可以用，二是會洩漏信息而被敵人截聽到主機所在或其對感應炮的指令甚至被入侵掠奪的危險，三是因為火箭燃料儲存量的限制實際上不易回收。所以即使是NEWTYPE專用機也不一定配備，但在宇宙世紀0090年代出現了大幅度改良的翼狀感應炮，因為可以展開防衛之用而不局限於攻擊，才成為了聯邦的NEWTYPE專用機動戰士RX-93系列機動戰士等經常性配備。

- 線控砲 同樣是幾乎全系列共有的武器，亦是原祖機動戰士GUNDAM便出現，是第一種實現All-Range Attacks的武器，並且在大部分作品的世界觀持續使用。是一組從主機用火箭發射的導線控制和供電的無人戰鬥航空載具。原則上不限於新人類使用但新人類較易發揮，因為其不受干擾和不會洩漏信息，通常可以回收，所以比浮遊砲更廣泛廣用，即使是新人類也經常採用。唯其活動範圍的受線長限制所以靈活程度和射程遜於浮遊炮，一部分新人類專用機動戰士擁有感應砲和線控砲兼容性功能。在宇宙世紀的0080年代，出現了稱為 Incom 的線導炮台，參見準精神感應系統。

- BIT 全系列第一作的機動戰士GUNDAM獨有的武器和非宇宙世紀的BIT同名異物，是自護軍當時唯一的實戰型NEWTYPE專用機動裝甲愛美號的主力武器，也是首次賞試突破線控砲的局限而開發的，是一種太空用的無人戰鬥航空載具。有八米直徑之大的與有人駕駛的輕型飛機尺寸和重量相仿，優點是燃料充足、火力強大、射擊精確，缺點是因為只可能由機動裝甲(原則上可以用宇宙戰艦)搭載，唯一其他系列作品登場為同是宇宙世紀的GQUUUUUUX，但改為由自護繳獲的高達與仿製機使用，每次搭載數被減少了。

- Funnel Missile 在宇宙世紀100-200年代富野由悠季的小說如機動戰士GUNDAM 閃光的哈薩維和GAIA GEAR登場的，以感應炮難回收所以發展出採用相似控制器的一次性的導彈，索性直接從不同角度射向敵人以撞擊或爆炸等物理方式攻擊的。

- G-BIT或BIT-MS GUNDAM X獨有的是NEWTYPE專用的無人機動戰士，可以由一台由新人類的隊長機(通常是鋼彈)或母艦或基地上控制，也是少數不以機動戰士或機動裝甲搭載，只可以在宇宙戰艦(或陸上行駛的巨大氣墊船)或固定基地配備的類感應炮武器。經過稱為閃影系統(FLASH SYSTEM)的中央指揮多台無人機。算是所有類似系統中最難駕馭，但因為事實使用過擁有中大當量核彈級威力的太陽能衛星炮，在原則上其他鋼彈附屬的無人機，同樣可以使用核彈，而且無人機動戰士不怕放射的威脅。所以可以說是威力最大的感應炮類武器。而在GUNDAM W和G-Saviour與水星的魔女三部中，雖然同樣有無人機動戰士，但並不是用感應的方式控制，作戰效果亦遠遜於G-BIT。

- 龍騎兵系統 類似感應砲，同世界觀中亦有線控炮稱為炮筒。全稱為「分離式統合制御高速機動兵裝群網絡系統」，是宇宙紀元中獨有的一種武器技術，是利用量子瞬移效果的通訊：量子通訊來作出遠端遙控的武器系統，雖然原理不同，但在操作方面與感應炮並無區別，仍然屬於感應使用者的腦波，優點的是使用的難度較低。參見機動戰士技術相關部分。

- GN浮游單元 GUNDAM 00獨有的感應炮，是把傳統的光束槍和光劍甚至盾牌，當作自行式的無線控制武器使用，因為其電腦的發達沒有明確所謂變革者專用的問題。

- G GUNDAM 較少獨創的武器。拿破崙 Gundam配備使用稱Rose Bitz的感應炮，但沒有說明過控制的方式。

- GUNDAM AGE的初期便有稱為法爾西亞浮游砲（Farsia Bit）的極能者專用的感應炮原理和宇宙世紀或GUNDAM X相似。後期出現使用莢艙構造，主要近距離用的感應炮，如C-感應砲和T-bit浮游砲莢艙，實際可不同方面近距離剌劈或者防衛用。在第四十三集表明可以用來發射光束槍，前者則是Gundam AGE-FX專用的光劍型浮遊炮，并採用funnel的名稱擁有類似宇宙世紀的翼狀感應炮的防衛能力，後者是倒戈火星的Thieleva用的可以裝實體刀 。

### 反感應炮系統
反感應炮系統被使用在機動戰士REON（Robotic Environment Operating-system Nucleus） Ver.5.7 Gundam Zephyr Phantom Mark II "Reon"上面。反感應炮系統主要是隔絕精神感應系統所發出的腦電波而使得感應炮不能在該範圍內使用。此系統所出現的故事並未被視為官方正史。
而在機動戰士GUNDAM UC中，羅森·祖魯和獨角獸鋼彈也有使用過具備同樣效果的機能。前者是透過施放和目標的感應波相反之波形來抵銷掉對方的感應波，進而阻礙精神感應裝置的運作；後者則是透過全身的精神感應框體將駕駛員的感應波增幅並直接蓋掉對方的感應波，並且拜全身的精神感應框體所擁有的高度運算能力所賜，還能反過來駭入對方的精神感應裝置或是劫持感應砲等精神感應武器。

### 精神感應框架（Psycho Frame）
在機動戰士鋼彈 逆襲的夏亞中開始使用，精神感應框架是把駕駛員的腦電波直接傳輸給機械部份的微型機械。這個框架被建在機動戰士的骨架上，使得新人類駕駛員機乎能把機動戰士當為自己的身體一樣操作。傳統的精神感應裝備都需要獨立的大型系統才能支援，但是精神感應框架則小型化得能裝備在機體骨架內。甚至還能夠同時使用來控制感應炮。
此技術原為新吉翁獨有的技術，但是夏亞在建造其專用機動戰士時特意交由Anaheim Electronics社建造，令技術流出使得聯邦軍也能夠生產精神感應框架機體。
除了一般的精神感應能力外，精神感應框架還能夠利用增幅腦電波來使機體有著驚人的出力。在機動戰士鋼彈 逆襲的夏亞最後，MS群能夠擋下資源衛星墜下地球，就常被形容為精神感應框架增幅腦電波使米諾夫斯基粒子集合到一個非常高的濃度，產生米諾夫斯基飄浮效應來改變墜落軌道。(上述解釋是粉絲對這超自然現象的合理化，設定上只說過這是奇跡，剩下的甚麼都沒說)

### 腦波傳導干擾系統
腦波傳導干擾系統被使用在機動戰士GUNDAM UC的「YAMS-132羅森·祖魯」以上，可說是反感應炮系統的官方正史版本。
藉由6個很像感應炮的腦波傳導干擾裝置在空間內形成八面體，將敵方NT用MS置於八面體內，即可對對方的腦波傳導進行100％的干擾，使得對方性能下降，同時Bit或浮游砲類武器無法控制使用。而這樣的運用則要求本機本身需要NT駕駛員或搭載準精神感應發生器，可謂「矛盾的結合」。

### 準精神感應系統

#### 生化感應器
雖然聯邦盡量藏匿精神感應系統的研究，不過這並非完全。在0080年代後期，精神感應系統的概念和基本機能開始被一些如阿納海姆社的民間企業所知悉。在格里普斯戰爭期間，相對於對駕駛員有很重負荷的精神感應系統，阿納海姆社研發出準精神感應系統：生化感應器，並暗中裝在認為是新類型人駕駛的機體上面。生化感應器並不是操作武器的精神感應系統，而是輔助機體操作的系統。這系統裝備了在Zeta、ZZ、The O等上面。

#### 線導砲台( インコム / Incom )
一種較簡化的線控炮系統，需要配搭了生化感器的機體使用。其有採用電腦按發射前的指令排列陣式的戰術，而不需要像傳統的感應炮或線控炮需要逐個炮台下指令，移動的位置和攻擊的座標所在。這可以大大減輕駕駛員的負擔，但因為只能以二維方式佈陣，所以較易被敵人逃脫。

### 新型精神感應系統
新型精神感應系統比起過去的精神感應系統要更為先進，容許駕駛員以思想控制機體而不需手動操作。巨形ＭＡXMA-01 Rafflesia是唯一擁有這個系統的例子，當中駕駛員的頭盔裝置了很多用光纖連接著ＭＡ的神經接收器。

### 生化電腦
生化電腦是在U.C. 0123開發的一種系統。最先使用在F91上面，然後亦有裝備在Crossbone GUNDAM（F97）上面。和精神感應系統相反的是，它會直接把分析的資料直接送到駕駛員腦中來加快駕駛員的反應。

### 反制新人類專用技術
- EXAM系統（出自Blue Destiny）是一種非常類似生物電腦的一種系統，為了使普通人可挑戰新人類的敵人開發。此系統利用新人類Marion Welch作為終端電腦的一部份，控制輔助裝有EXAM系統的機動戰士。因為有人類思想，所以當系統不穩定時會出現暴走的情況，有時會傷害甚至殺死駕駛員。因此此系統的運作時間被限制在5分鐘。

唯一例外的是2號機，因為2號機在安裝限制器前被自護軍的尼姆巴斯・修塔森上尉奪去，因此沒有時間限制。
- NT-D 出於GUNDAM UC，另一種針對新人類專用機的設計，但是偏本身便是新類型人專用機。具有覺察到精神感應兵器時，便會主動不惜一切把機能發揮到極致，以求優先消滅敵方機體的系統。但駕駛員將要承受強大的G力(最大可瞬間產生20g的加速度，比新吉翁號的推重比還低4倍)和對大腦的衝擊力，所以一般人不能駕駛，即使是新人類或強化人都是處極限，因此系統也只能發動約5分鐘。

### 天使之環
機動戰士V GUNDAM登場的天使之環，是一種有太空居民點大小的巨型的精神感應系統。外型是一個大圓圈，控制艙在中部。其它精神感應系統只能讀取腦電波和翻譯他們成機器代碼控制武器，但天使之環利用了二萬位新人類的力量（由一個高級新人類控制在中部控制）並且直接使用他們的力量作為武器。天使之環具有可以用來消滅地球所有居民的意識的可怕力量。

### 另類感應系統
起初只在一些宇宙世紀之外的系列登場，但後來亦在該系列中現身，意味該系列不依賴單一賽可謬Psycommu做唯一的感應器。

#### 新機動戰記GUNDAM W
稱為ZERO SYSTEM(零式系統)的電腦，不是感應駕駛員而是把捕捉到的情報傳到他們的腦中，使其及早作出最佳的判斷。但沒有所謂新類型人的提法。

#### 機動新世紀GUNDAM X
本來擁有類似宇宙世紀的感應装置，但在第七次宇宙戰爭時發展了更加強大的系統。
稱為FLASH SYSTEM(閃影系統)的強大感應裝置，專供新人類的指揮官同時控制複數的無人MS(G-BIT/BIT MS)作戰。需要極為熟練和狀態良好的新人類擔當，即使是新人類也不一定能夠使用，如人工新人類，某些精神受到嚴重創傷的新人類，或者較生手的新人類，皆無法發揮其威力。所以在本傳時代實際極少可以用的，其中一個是女主角蒂法，另一個是第十九集後復健的艦長，還一個人物在第二十九集被確認後隨即被暗殺而死。值得注意是宇宙革命軍並沒有類似的武器。
戰爭時出現過稱為L系統的設計，使用却是為了影響電子装置。

#### 機動戰士GUNDAM AGE
因為極能者(x-rounder/x巡遊者)沒有被視為人類進化的主流方向，所以對於感應裝置的衼術較為遲緩，而一般常見的都和宇宙世紀的精神感應器相似。可因為反過來說鮮見人造的極能者，所以擁有使到一般人能夠像極能者的方式控制機體的設備，如第十五集登場的火星軍用的，極能者模擬頭盔能夠強行打開駕駛員的腦部的X領域，後續在第二十五集被聯邦方面研究了，而二代主角使用過，但被其父親(一代主角)發覺引起駕駛員不良反應，而禁止兒子使用，後來同作的前輩開導勸告勤奮練習才是成為王牌飛行員的正途。第四十二集回憶過去聯邦實驗極能者專用系統(X-Rounder System)失敗。

#### 機動戰士GUNDAM Thunderbolt
2010年代起GUNDAM系列作品出現了使用電線直連駕駛員神經的感應裝置ReusePsycho Device(再生P裝置)。并首先在宇宙世紀的本編使用，原理是安裝了專用的義肢，駕駛員和經典的NEWTYPE和強化人有明顯的分別，不但平時不會有較常人高的感受性和反應速度，屬於半機器人而且在故事中也不會冠以新人類或類似的稱號。反而只屬於殘疾活死人部隊。值得注的是本編仍然屬於宇宙世紀系列，而同場有新類型人和賽可謬等在前作既成的設定，就活死人師團的概念接近同樣是宇宙世紀的強化人，但在這部作品的時間點並未有這種術語。

#### 機動戰士GUNDAM 鐵血的孤兒
現實中和上文雷霆同期，稱為阿賴耶識的装置，同樣是電線直連駕駛員神經的感應裝置，但對象本身是正常人，原理是安裝了專用的人造器官。同樣駕駛員和經典的NEWTYPE和強化人有明顯的分別，不但沒有被視為超人類的存在，反而會做成日常生活上的不便，例如無法如常人的仰躺。而長期全力使用更易做成身體殘疾。

## 現實世界相似的主張
- 超人類主義

- 人類增強

- 超人說